# 그레이마켓
그레이 마켓(grey market) 또는 다크 마켓(dark market, 때때로 "병행 시장"이라는 유사 용어와 혼동되기도 함)은 원래 제조사나 상표 소유자가 승인하지 않은 유통 채널을 통해 상품을 거래하는 것을 말한다. 그레이 마켓 제품(그레이 상품)은 제조사가 승인한 채널 외부에서 거래되는 제품이다.

## 어원
컴퓨터, 통신, 테크놀로지 장비 제조사들은 종종 유통업체를 통해 이들 제품을 판매한다. 대부분의 유통 계약은 유통업체가 제품을 최종 사용자에게만 엄격하게 재판매하도록 요구한다. 그러나 일부 유통업체는 제품을 다른 리셀러에게 재판매하기도 한다. 1980년대 후반, 제조사들은 재판매된 제품을 "그레이 마켓"이라고 불렀다.

## 설명
그레이 마켓 상품은 상품 생산자와 아무런 관계가 없는 주체에 의해 승인되지 않은 유통 채널을 통해 판매되는 상품이다. 이러한 형태의 병행 수입은 한 국가에서 특정 품목의 가격이 다른 국가보다 현저히 높을 때 자주 발생한다. 이는 사진기와 같은 전자 장비에서 흔히 발생한다. 기업가들은 제품이 저렴하게 구할 수 있는 곳(종종 소매로, 때로는 도매로)에서 제품을 구매하여 목표 시장으로 수입한다. 그런 다음 이익을 얻을 수 있을 만큼 충분히 높지만 정상 시장 가격보다는 낮은 가격으로 판매한다.
감소된 관세 및 조화된 국가 표준을 포함한 자유 무역 촉진을 위한 국제적 노력은 제조사들이 매우 상이한 가격 책정을 유지하려고 할 때마다 이러한 형태의 차익거래를 용이하게 한다. 그레이 마켓의 특성상 정확한 그레이 마켓 판매량을 추적하는 것은 어렵거나 불가능하다. 그레이 마켓 상품은 종종 새 제품이지만, 일부 그레이 마켓 상품은 중고 제품이다. 중고 상품 시장은 때때로 그린 마켓이라고 불리기도 한다.
그레이 마켓의 두 가지 주요 유형은 특정 국가에서 일반적으로 구할 수 없거나 더 비싼 수입 제조품 시장과 공식 시장에서 아직 거래되지 않는 미발행 증권 시장이다. 때때로 다크 마켓이라는 용어는 특히 2008년 원유와 같은 상품 선물의 비밀스럽고 규제되지 않은 거래를 설명하는 데 사용된다. 이는 석유 생산자들이 의도하거나 명시적으로 승인하지 않은 세 번째 유형의 "그레이 마켓"으로 간주될 수 있다.
처방약이나 총기와 같이 법적으로 제한되거나 금지된 품목의 수입은 수입 관세를 피하기 위해 목표 국가로 상품을 밀수하는 것과 마찬가지로 암시장으로 간주된다. 관련 개념으로는 밀주가 있는데, 이는 특히 술과 같이 고도로 규제되는 상품의 밀수 또는 운송을 의미한다. "밀주"라는 용어는 위조품 또는 기타 저작권 침해 상품(또한 암시장)의 생산 또는 유통에도 종종 적용된다.
그레이 마켓은 때때로 비디오 게임 콘솔과 수요가 일시적으로 공급을 초과하여 공인된 현지 공급업체의 재고가 부족해지는 게임 타이틀에 대해 발전한다. 이는 특히 연말연시에 발생한다. 인형, 자석, 피임과 같은 다른 인기 품목도 영향을 받을 수 있다. 이러한 상황에서 그레이 마켓 가격은 제조사의 권장소비자가격보다 상당히 높을 수 있으며, 부도덕한 판매자들은 재판매 시 가격을 부풀리기 위해 대량으로 품목을 구매하는데, 이를 스캘핑이라고 한다. 이베이와 같은 온라인 경매 사이트는 비디오 게임 그레이 마켓의 출현에 기여했다.

## 상품

### 아케이드 게임
특정 아케이드 게임은 캐리어 에어 윙/U.S. 네이비, 록맨/록맨, 폴리스 911/폴리스 24/7과 같이 동일하지만 다른 타이틀로 판매되기도 한다.
특정 아케이드 게임이 처음 켜질 때, "[이 게임은 (국가/지역) 내에서만 판매 및 사용하도록 제작되었습니다]"와 같은 경고 메시지가 표시되며, 종종 기계가 어트랙트 모드에 있을 때도 이러한 메시지가 간헐적으로 표시된다.
이러한 지역별 이름 변형의 한 가지 이유는 상표권 문제이다. 한 회사가 다른 나라에서 상표권에 대한 권리를 소유하지 않을 수 있으며, 그 상표권은 완전히 다른 법인이 소유할 수 있다. 이 때문에 다른 이름을 사용해야 한다.
이러한 지역별 이름 변형은 일본 버전을 포함한 불법 복제 아케이드 게임의 판매를 방지하는 데 사용될 수도 있다.

### 자동차
자동차 제조사들은 세계 시장을 지역과 가격에 따라 분할하여 그레이 수입 차량에 대한 수요를 창출한다.

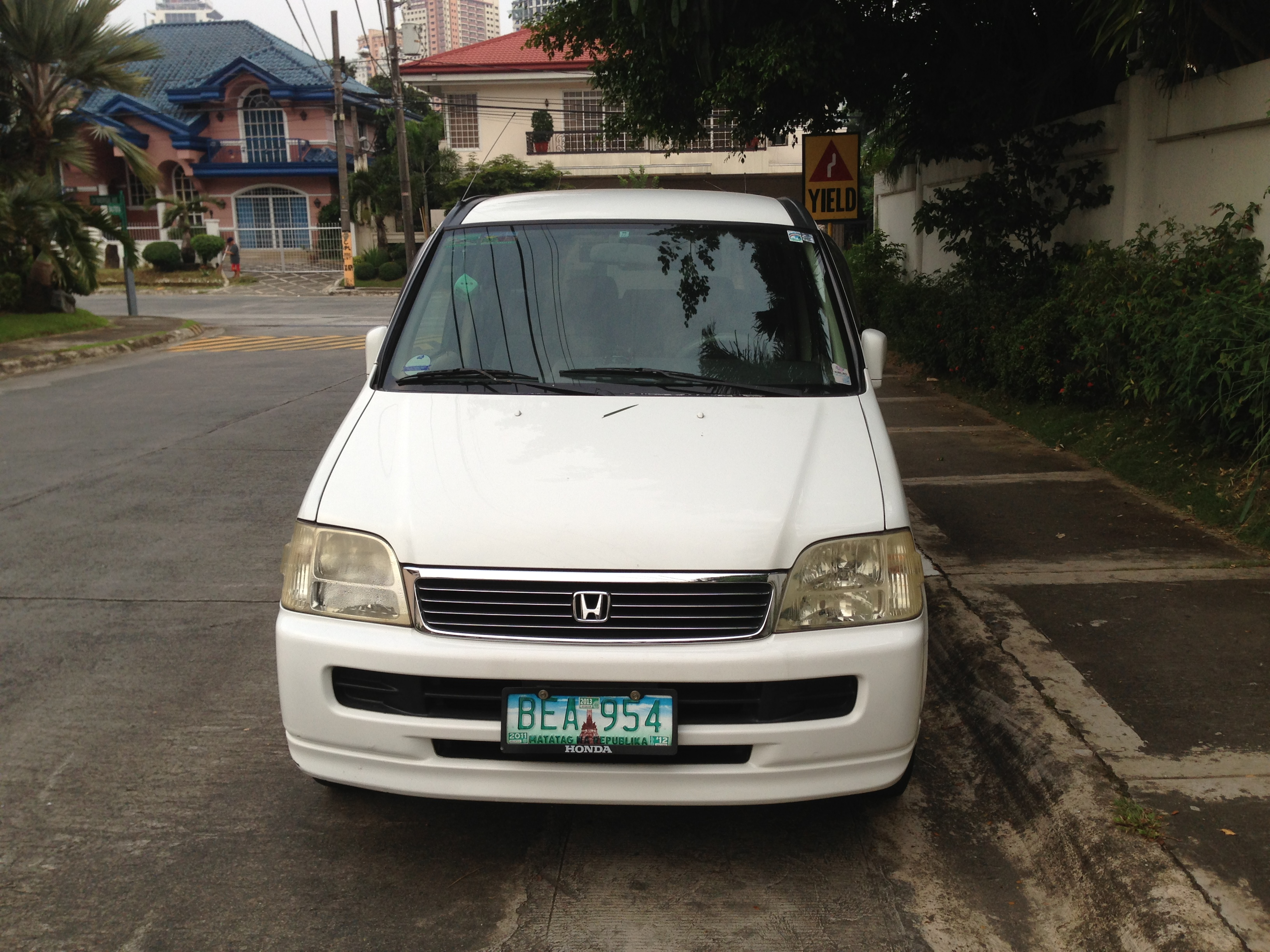
필리핀에서 볼 수 있는 혼다 스텝 왜건, 좌측 운전용으로 개조되었다. 필리핀에서는 자유항 지역을 제외하고는 우측 운전 차량의 사용이 허용되지 않으므로, 합법적으로 운전하기 위해 개조된다.

일부 그레이 수입차는 저렴하지만, 일부 구매자는 자신의 차량이 현지 규정을 충족하지 않거나, 신차 딜러 네트워크를 통해 판매되는 버전과 다르기 때문에 부품 및 서비스를 구하기 어렵다는 사실을 발견했다.
많은 중고차는 싱가포르나 일본에서 오며, 영국, 러시아, 뉴질랜드를 포함한 전 세계 다른 국가에서 판매된다. 일본과 싱가포르 모두 노후 차량에 대한 엄격한 법률을 가지고 있다. 일본의 차량 검사 노후화 테스트 제도는 점점 더 비싼 유지 보수를 요구하며, 이는 안전에 불필요한 전체 차량 시스템의 교체를 포함하고, 매년 노후 차량의 가치를 떨어뜨리고 본국 시장에 신차를 홍보하여 저렴한 가격에 판매되도록 한다. 이로 인해 잘 작동하는 이들 차량은 운송비용을 감안하더라도 합리적인 가격으로 보인다. 일본에는 5년 이상 된 차량이 거의 없다.
신차 차익거래는 미국에서도 문제가 되고 있으며, 특히 미국 가격이 중국과 같은 국가보다 낮을 때 더욱 그렇다.
비용 문제 외에도 그레이 마켓 자동차는 공식적으로 출시되지 않은 모델에 대한 소비자 접근을 제공한다. 1987년 이전, 랜드로버 레인지 로버, 메르세데스-벤츠 G 클래스, 람보르기니 쿤타치는 모두 혁신적인 디자인으로, 미국에서 그레이 수입 차량이었다. 그레이 마켓은 이러한 자동차에 대한 미국 내 상당한 수요가 있음을 제조사들에게 분명한 신호로 제공했으며, 현재 이들 모델의 미국 버전 후손들은 여전히 인기가 많다. 몇 년 후, 닛산은 많은 사람들이 오래된 스카이라인을 수입하는 것을 보고 북미에서 GT-R을 판매하기로 유사하게 결정했다. 메르세데스-벤츠 또한 그레이 마켓이 제공하는 미국 소비자 수요에 대한 신호의 수혜자였지만, 워싱턴 로비를 통해 1988년에 미국 그레이 마켓을 사실상 종식시키는 데 성공했다.
영국에서는 일부 일본 내수용 모델이 성능, 참신성 또는 위상 때문에 높은 가격에 거래되는데, 이는 일본이 영국과 마찬가지로 좌측 통행을 하여 우측 운전 차량이기 때문에 더욱 그렇다. 인기 있는 유형으로는 오프로드 차량, 승합차, 마쓰다 MX-5 / 로드스터와 같은 저렴한 스포츠카, 랠리 동형화 기반 차량인 스바루 임프레자 및 미쓰비시 랜서 에볼루션과 같은 초고성능 스포츠카, 초소형 경자동차, 닛산 피가로와 같은 일본 시장 한정판 디자이너 자동차 등이 있다.
일본에서는 엄격하고 다양한 자동차 분류 및 배출가스 규제, 또는 주요 소비자 수요 부족으로 인해 일부 국제 모델 또는 특정 지역 모델이 일본 내수 시장에서 판매되지 않는다. 그레이 수입업자들은 이러한 모델 중 일부를 일본으로 수입하려고 시도하지만, 다른 국가와 달리 이들에게 부과되는 제한이 없기 때문에 허용된다. 일본에 그레이 수입된 차량 중에는 도요타 툰드라, 닛산 나바라, 스바루 BRAT와 같이 일본에서 공식적으로 판매되지 않는 픽업트럭이 있다.

### 방송
텔레비전 및 라디오 방송에서 그레이 마켓은 주로 위성 라디오 및 위성방송 서비스와 관련하여 존재한다. 가장 일반적인 형태는 특정 시장에서 운영 허가를 받지 않은 서비스 제공업체의 장비와 서비스를 재판매하는 회사이다. 예를 들어, 캐나다인 소비자가 캐나다에서 이용할 수 없는 미국 텔레비전 및 라디오 서비스를 이용하고자 할 때, 디시 네트워크 또는 다이렉TV의 그레이 마켓 리셀러에게 접근할 수 있다. 미국에서도 (특히 미국에 겨울 주택을 소유한 캐나다 시민들로부터) 벨 새틀라이트 TV 또는 쇼 다이렉트와 같은 캐나다 위성 서비스에 대한 그레이 마켓이 존재한다.
VPN 서비스는 또한 다른 지역 내에서 IP 주소를 스푸핑함으로써 방송 거래에 의해 제한된 프로그램에 대한 접근을 제공한다. 이는 일반적으로 인기 없는 스트리밍 서비스에 묶여 있는 텔레비전 시리즈에 접근하는 데 사용되며, 대신 다른 지역에서 라이브러리에 있는 넷플릭스와 같은 서비스를 통해 더 쉽게 접근할 수 있다.
유럽에서는 일부 위성 TV 서비스가 암호화되어 있는데, 이는 콘텐츠 공급업체로부터 특정 국가에서만 영화, 스포츠 이벤트 및 미국 엔터테인먼트 프로그램을 방송할 수 있도록 승인받았기 때문이다. 예를 들어, 영국 및 아일랜드 거주자만 스카이 디지털에 가입할 수 있다. 스페인과 같이 영국 재외국민 인구가 많은 다른 유럽 국가에서는 스카이가 그레이 마켓을 통해 널리 이용 가능하다. 스카이는 영국 또는 아일랜드 외부에서의 시청 카드 사용을 권장하지 않으며, 이를 무효화할 기술을 가지고 있음에도 불구하고 많은 사람들이 계속해서 사용한다.
영국에서 아일랜드로 "free-to-view" 스카이 카드를 병행 수입하는 것은 아일랜드 스카이 고객이 상표 및 기타 라이선스 문제로 인해 아일랜드 스카이를 통해 일반적으로 이용할 수 없는 채널 5 및 기타 채널을 시청할 수 있도록 하기 위해 종종 이루어진다. 반대로, 아일랜드 지상파 채널 시청을 허용하는 아일랜드의 스카이 시청 카드는 영국으로 수입된다. 북아일랜드 거주자가 스카이에 가입하면 RTÉ One 및 Two와 TG4를 시청할 수 있지만, ITV와 동일한 프로그램을 많이 방송하는 TV3은 시청할 수 없다. ITV가 방송할 수 있는 프로그램이 많기 때문이다.
영국에서는 일부 펍에서 그리스, 노르웨이, 폴란드 또는 아랍 세계의 위성 디코더 카드를 사용하여 해당 국가에서 생중계되는 영국 축구 경기를 시청하는 것이 점점 더 흔해지고 있다. 또는 스크램블된 신호를 불법 복제 해독할 수 있는 카드를 사용할 수도 있다. 이러한 카드는 일반적으로 스카이(공공 상영 라이선스에 대해 추가 요금을 부과함)에서 영국에서 구할 수 있는 카드보다 훨씬 저렴하다. 그러나 스카이는 이를 행하는 일부 사람들에 대해 민사 및 형사 소송을 제기했다. 2008년에 시작된 그레이 카드와 관련된 두 가지 사건은 유럽 사법 재판소에 회부되었다. 그레이 카드 공급업체와 그리스 디코더 카드를 사용하여 프리미어 리그 경기를 보여준 펍의 여주인 카렌 머피는 유럽 사법 재판소에서 승소했다. 판사들은 권리 보유자가 배타적 영토를 기준으로 콘텐츠에 라이선스를 부여할 수 없다고 판결했는데, 이는 경쟁 및 상품 및 서비스의 자유로운 이동에 대한 EU 법률을 위반하기 때문이다. 그러나 이 판결은 국내 시청자들이 외국 위성 서비스에 가입하는 것을 허용하지만, 펍은 여전히 프리미어 리그와 같은 권리 보유자로부터 콘텐츠를 방송할 허가를 받아야 할 수도 있다. 이는 브랜딩과 같은 방송의 특정 요소가 저작권 보호를 받기 때문이다.
이후 이 문제에 대한 두 건의 고등법원 판결이 있었다. 키친 판사는 QC 레저와 다른 외국 위성 시스템 공급업체들이 축구 경기의 브랜딩과 같은 저작권 요소를 공공 장소에서 보여주는 것을 막을 수 있다면 사업을 계속할 수 있다고 판결했다. 프리미어 리그는 외국 위성 시스템을 통해 경기의 브랜딩을 보여준 면허 소지자에 대한 기소를 계속할 수 있었다. 카렌 머피는 유럽 사법 재판소의 판결에 따라 고등법원에서 승소했다. 스탠리 번튼 판사의 판결은 머피 씨가 가장 저렴한 외국 위성 공급업체를 찾을 수 있도록 허용했다. 그러나 키친 판사의 판결은 브랜딩이 상표법의 적용을 받기 때문에 머피 씨가 외국 위성 시스템을 통해 자신의 펍에서 경기를 보여주는 것을 금지했다. 그러나 고객이 EU 국가에서 외국 시청 카드를 구매하여 해당 지역 외부에서 사용하는 것은 더 이상 불법이 아니다.

### 미국의 삼속
기호용 삼속을 합법화한 다른 국가들과 달리, 미국 연방법은 여전히 삼속의 소지, 운송, 판매를 금지하고 있으며, 많은 주에서는 주 차원에서 이를 합법화했다. 이러한 모순적인 법률은 개인이 합법적인 판매점에서 삼속을 구매할 수 있지만, 합법화되지 않은 다른 주로 가져가거나 비행기에 싣고 가려고 하면 기소될 수 있는 특이한 상황으로 이어졌다.

### 휴대전화
1990년 휴대폰의 GSM 국제 표준이 등장하면서 휴대폰 산업의 그레이 마켓이 시작되었다. 모바일폰에 대한 전 세계적인 수요가 증가하면서 병행 시장의 규모도 커졌다. 오늘날, 거래되는 모든 모바일폰의 30% 이상이 그레이 마켓을 통과할 것으로 추정되며, 이 통계는 계속 증가하고 있다. 정확한 수치를 파악하는 것은 불가능하지만, 출처에 따르면 매일 500,000개 이상의 모바일폰이 공식 유통 채널 외부에서 거래 플랫폼을 통해 구매 및 판매된다. 많은 소규모 국가 및 시장(예: 크로아티아)은 여전히 모바일폰의 그레이 수입에 취약하며, 이는 특정 국가에서 판매되는 모바일폰 모델 수가 매우 제한적이기 때문으로 보인다.
활발한 휴대폰 그레이 마켓의 원동력은 환율 변동, 고객 수요, 제조업체 정책, 시장별 기능 및 가격 변동을 포함한다. 그레이 마켓 거래자들이 공식 출시 몇 달 전에 시장에 제품을 소개하는 것은 드문 일이 아니다. 이는 아이폰 4 출시 당시 분명하게 드러났는데, 국제 그레이 마켓 거래자들이 애플의 소매가로 대량 구매한 후 제품을 구할 수 없는 국가로 배송하여 재판매 가격에 상당한 마진을 붙였다. 미국에서 SIM 카드 슬롯이 제거되고 eSIM 기술로 대체되었지만 캐나다를 포함한 다른 지역에서는 SIM 슬롯이 유지된 아이폰 14의 출시 또한 기존 SIM 카드 슬롯이 있는 버전에 대한 그레이 마켓을 형성했다.

### 컴퓨터 소프트웨어

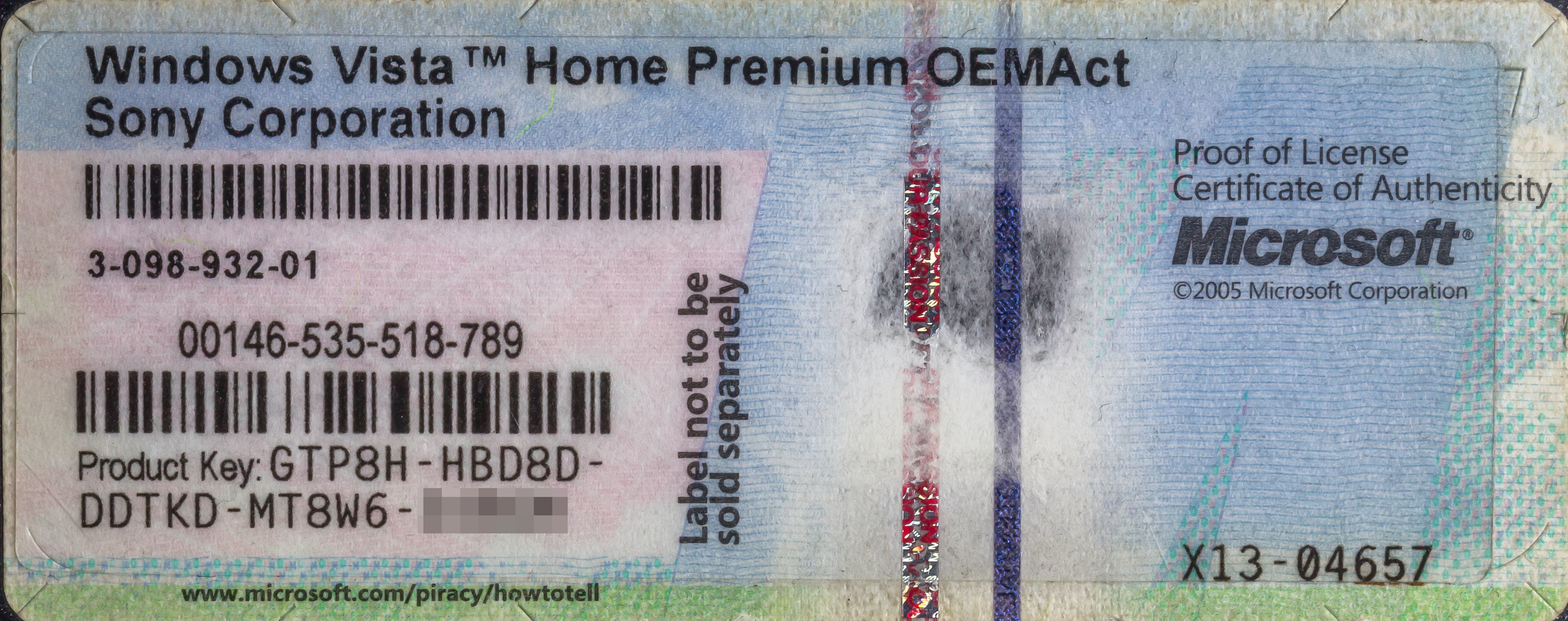
윈도우 비스타 홈 프리미엄의 라이선스 증명서에 있는 제품 키

밸브의 스팀과 같은 온라인 콘텐츠 배포 시스템에서 일부 게임을 구매하려면 계정과 연결할 유효한 제품 키를 입력하기만 하면 된다. 2007년 오렌지 박스 출시 이후, 밸브는 지역별 라이선스의 무결성을 유지하기 위해 소비자의 지역 외부에서 구매한 CD 키를 사용하는 계정을 비활성화했다. 이는 더 저렴한 시장 소매점에서 오렌지 박스를 구매하여 스팀의 최종 사용자 라이선스 계약을 우회한 북미 고객들의 불만을 야기했다.
지역 코드 때문에 비디오 게임 콘솔과 그 게임들은 종종 그레이 마켓 거래의 대상이 되며, 일부 게이머들에게는 모딩의 대안으로 선택되기도 한다. 이러한 이유는 콘솔이 일부 시장에서 기능이 제한되거나 원하는 게임이 잠재적인 게임 소비자가 있는 시장에 출시되지 않기 때문일 수 있다.
PC 코드 스트립핑은 박스형 PC 제품을 대량으로 저렴하게 구매하는 과정이다. 그런 다음 수작업을 통해 박스를 열고 박스에서 활성화 코드를 추출하여 데이터베이스에 입력한다. 활성화 코드는 온라인에서 다운로드 키로 판매되며, 실제 제품은 폐기되거나 백업 미디어로 판매된다.

### 전자제품
전자제품에는 소매업체가 가격이 더 저렴하거나 지역별 디자인 차이가 소비자에게 더 유리한 지역에서 상품을 수입하여 제조사의 판매 가격이 더 비싼 지역에서 판매하는 그레이 마켓이 존재한다. 온라인 소매업체는 제품이 더 저렴한 비용으로 판매되는 지역에서 그레이 마켓 수입품을 사용하여 지역 구매자 제한 없이 재판매함으로써 다양한 국가의 가격 불일치를 종종 악용할 수 있다. 타오바오 및 이베이와 같은 웹사이트는 고객이 병행 수입을 통해 다른 기능이나 더 저렴한 비용으로 외국 지역용으로 설계된 제품을 구매할 수 있도록 한다.
사진 장비 및 기타 전자제품에 대한 그레이 마켓은 싱가포르와 같이 세금이 높은 국가에서 활발하며, 판매업자들이 세금이 낮은 국가에서 직접 수입하여 더 낮은 가격으로 판매함으로써 제품 제조업체가 인정한 현지 유통업체와 경쟁을 유발한다. 구어적으로 "회색 제품"이라고 불리는 이 제품들은 종종 제조업체가 선호하는 소매점에서 구매한 제품과 유사하다. 카메라 렌즈 또는 플래시 장치는 병행 수입품의 경우 제공되는 워런티만 다를 뿐이며, 회색 제품은 다른 국가를 위해 제조되었기 때문에 사진 장비 제조업체는 국제 워런티 대신 현지 워런티를 제공하는 경우가 많아 회색 제품은 제조사에게 워런티 청구를 할 수 없다.
현지 워런티의 특성상, 회색 제품 수입업체는 제조업체의 서비스 거부에 대한 보상을 위해 자체 워런티 제도를 제공하는 경우가 많다. 회색 제품은 공식 수입품과 특별히 다르지 않다. 외관과 기능은 동일하다. 1960년대와 70년대 카메라 판매 초기, 렌즈에 호박색 코팅이 되어 있을 때 일본 장비의 싸구려 시장은 홍콩과 싱가포르였으며, 이곳을 통해 공식 수입업체의 종종 상당한 세금을 우회하여 유럽 상점 진열대로 상품이 유입되었다. 세계 시장 가격과 인터넷은 이러한 현상을 대부분 없앴다. 캐논은 잘 팔리는 DSLR 카메라에 미국에서는 "레벨"이라는 이름을, 그 외 지역에서는 "EOS xx0/xx00"이라는 이름을 붙여 경쟁력 있는 가격의 미국 상품이 판매는 느리지만 더 높은 이윤을 얻을 수 있는 유럽으로 유입되는 것을 막으려 한다.

### 상용고객 우대 마일리지
상용고객 우대 마일리지의 거래 또는 물물교환은 거의 모든 주요 항공사에서 금지되어 있지만, 특정 상용고객 우대 프로그램에는 승인된 매체가 존재한다. 승인되지 않은 상용고객 우대 마일리지 교환(여러 개 존재함) 또한 그레이 마켓의 주요 사례이다.

### 조제분유

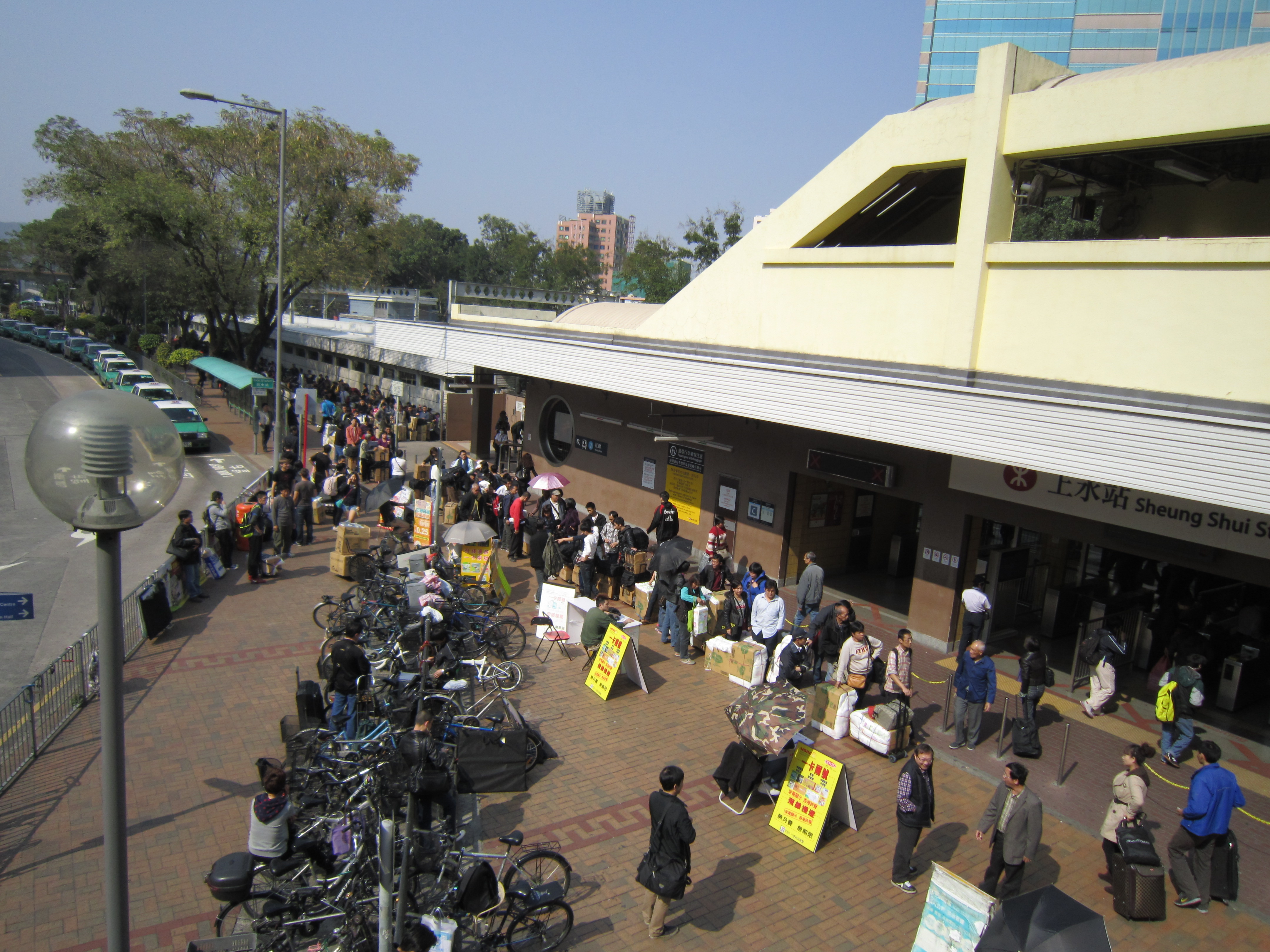
홍콩 국경 근처 성서이역 C 출구 밖에서 줄을 서 있는 분유 운반자들

2008년 중국산 유제품 멜라민 오염사건 이후, 중국 부모들은 현지 생산 조제분유에 대한 신뢰를 잃었고, 유럽, 일본, 미국산 분유에 대한 수요가 발생했다. 이러한 출처로부터의 분유 수입 제한은 부모들이 외국 브랜드에 대해 기꺼이 프리미엄을 지불하게 만들었고, 이는 분유 운반자의 출현으로 이어졌다. 이들은 홍콩에서 정가로 분유를 구매하여 국경을 넘어 선전시로 운반한 후 홍콩으로 돌아와 이 과정을 반복했다. 운반자들의 활동은 홍콩에서 조제분유 부족을 야기하여 정부가 1인당 2캔으로 수출을 제한하게 만들었다. 중국인들은 이후 호주로 눈을 돌렸고, 이는 호주에서도 부족 현상을 야기했으며 분유 제조업체들은 영국 소매업체들에게 구매를 2캔으로 제한하도록 요청했는데, 이는 분유가 중국으로 배송되기 위해 구매되고 있다는 증거가 있었기 때문이다.

### 의약품
일부 처방약, 특히 인기 있는 브랜드 의약품은 운송 비용에 비해 가격이 매우 높을 수 있다. 또한, 의약품 가격은 특히 정부 개입으로 인해 국가마다 크게 다를 수 있다. 결과적으로 의약품에 대한 그레이 마켓이 번성하며, 특히 유럽과 미국-캐나다 국경을 따라서는 캐나다인이 미국산 의약품에 대해 미국인보다 훨씬 낮은 가격을 지불하는 경우가 많다.
관련 개념은 오프라벨이다. 약물은 일반적으로 특정 용도로 승인되지만, 그러한 승인은 일반적으로 제조업체가 다른 용도로 판매하는 것을 금지할 뿐이다. 의사는 승인되지 않은 "오프라벨" 용도로 약물을 처방할 수 있다.

### 증권
미국 증권거래소 또는 OTC 시장에 상장, 거래 또는 호가되지 않는 공개 회사 증권은 때때로 그레이 마켓을 통해 장외 거래(OTC)로 매매된다. 그레이 마켓 증권은 주식을 호가하는 시장 조성자가 없다. 그레이 마켓 증권은 거래소 또는 딜러 간 호가 시스템에서 거래 또는 호가되지 않으므로 투자자의 매수 호가 및 매도 호가가 중앙 지점에 수집되지 않아 시장 투명성이 저하되고 주문의 효과적인 실행이 어렵다.
인도에서는 비공식적인 그레이 마켓 거래가 기업공개(IPO)에서 만연하다. 사람들은 IPO 상장 전에 규제되지 않은 비공식적인 그레이 마켓에 돈을 투자한다. 회사의 설립자들은 시장 운영자들과 함께 상장 전에 주식을 사고판다. 이것이 IPO 상장 전에 주가를 조작하는 가장 쉬운 방법이다.

### 교과서
대학 수준의 교과서는 그레이 마켓이 존재하며, 출판사들은 개발도상국이나 때때로 영국에서 더 저렴한 가격으로 교과서를 제공한다.
이러한 책들은 일반적으로 수입이 허용되지 않는다는 면책 조항을 포함한다. 그러나 미국 대법원 판결인 퀄리티 킹 대 란자 (1998) 및 특히 Kirtsaeng v. John Wiley & Sons, Inc. (2013, 이베이 판매자가 태국에서 수입한 교과서와 관련)는 최초 판매 원칙에 따라 합법적으로 생산된 저작권 자료의 수입을 보호한다.

### 스위스 시계
파이낸셜 타임스는 2022년 스위스 시계에 대한 10억 달러가 넘는 그레이 마켓이 존재한다고 밝혔다. 여기에는 롤렉스, 브라이틀링, IWC, 까르띠에, 파텍 필립, 오데마 피게, 브레게, 불가리 등이 포함된다.
바론즈는 2017년 고급 스위스 시계가 그레이 마켓에서 최대 40% 저렴한 가격으로 판매되었다고 보도했다.
뉴욕 타임스는 심지어 롤렉스 데이토나를 "돈으로 살 수 없는 가장 인기 있는 시계"라고 묘사했다.

### 운동화
운동화 그레이 마켓의 가장 큰 시장 중 하나는 스탁엑스이다. 2020년 11월부터 전자제품으로도 확장되었으며 거의 40억 달러의 가치를 지닌다.
스탁엑스는 2019년 10월부터 상장을 계획했다. 2022년 1월 현재, 아직 상장하지 않았다.

## 기업의 조치
그레이 마켓에 가장 반대하는 당사자는 보통 공인 대리점이나 수입업체, 또는 목표 시장에서 해당 품목의 소매업체이다. 종종 이는 제조업체의 국가 자회사 또는 관련 회사이다. 이로 인해 발생하는 이익 및 명성 손상에 대응하여, 제조업체 및 공식 유통망은 그레이 마켓을 제한하려고 노력할 것이다. 이러한 대응은 특히 유럽 연합에서 경쟁법을 위반할 수 있다. 제조업체 또는 그 라이선스 보유자는 종종 상표권 또는 기타 지식재산권 법률을 그레이 마켓에 대해 강제하려고 한다. 이러한 권리는 그레이 수입품의 수입, 판매 및 광고에 대해 행사될 수 있다. 2002년, 리바이스는 4년간의 법적 소송 끝에 영국 슈퍼마켓 테스코가 그레이 마켓 청바지를 판매하는 것을 막았다. 그러나 이러한 권리는 제한될 수 있다. 이러한 제한의 예로는 미국에서의 최초 판매 원칙과 유럽 연합에서의 지식재산권 소진 원칙이 있다.
그레이 마켓 제품이 구글, 이베이 또는 기타 합법적인 웹사이트에 광고될 경우, 상표권 또는 저작권 법률을 위반하는 모든 광고를 삭제하도록 청원할 수 있다. 이는 법률 전문가의 개입 없이 직접 할 수 있다. 예를 들어, 이베이는 제품의 구매 및 사용이 법에 위배되지 않는 국가에서도 그러한 제품의 목록을 제거할 것이다. 제조업체는 그레이 마켓 상품을 거래하는 유통업체 및 소매업체(상업 제품의 경우 고객)에게 제품을 공급하는 것을 거부할 수 있다. 또한 가격이 낮은 시장에서는 공급을 광범위하게 제한할 수도 있다. 제조업체는 그레이 마켓 출처에서 구매한 품목의 워런티를 이행하는 것을 거부할 수 있는데, 이는 그레이 마켓이 아닌 시장에서의 더 높은 가격이 더 높은 수준의 서비스를 반영하기 때문이라고 주장할 수 있다. 비록 제조업체가 유통업체에게 자체 가격을 통제하지만 말이다. 또는, 워런티 서비스는 원래 수입 대상 국가의 제조업체 자회사에서만 제공하고, 그레이 마켓 상품이 최종적으로 유통업체 또는 소매업체에 의해 판매되는 제3국에서는 제공하지 않을 수도 있다. 이러한 그레이 마켓에 대한 대응은 전자제품에서 특히 두드러진다. 유통 및 포장(예: 라벨의 언어, 측정 단위, 식품의 영양 성분 표시)에 관한 현지 법률(또는 고객 수요)이 작용할 수 있으며, 특정 상품에 대한 국가 표준 인증도 그러하다.
제조업체는 품목의 기능이 동일하더라도 국가마다 다른 모델 번호를 부여하여 그레이 수입품을 식별할 수 있다. 제조업체는 또한 공급자 코드를 사용하여 그레이 수입품을 유사하게 추적할 수 있다. 병행 시장 수입업자는 공급자를 식별하는 것을 피하기 위해 종종 제품 코드를 해독한다. 미국 법원은 코드 해독이 합법이라고 판결했지만, 제조업체와 브랜드 소유자는 특정 상표가 훼손되었거나 코드 해독으로 인해 제조업체가 품질 관리 조치를 시행할 수 없게 된 경우, 코드 해독이 제품을 실질적으로 변경했음을 증명할 수 있다면 권리를 가질 수 있다. 예를 들어, 코드 해독이 제품 또는 브랜드 로고를 훼손하거나, 결함 있는 배치 코드가 제거되어 제조업체가 결함 있는 배치를 리콜할 수 없게 되는 경우이다.
DVD 지역 코드 및 다른 미디어의 동등한 지역 잠금 기술의 개발은 국가 시장 간의 상품 흐름을 제한하도록 설계된 기술적 기능의 예이며, 그렇지 않았다면 발전했을 그레이 마켓에 효과적으로 맞서 싸우는 것이다. 이는 영화 스튜디오 및 기타 콘텐츠 제작자가 동일한 제품에 대해 한 시장에서 다른 시장보다 더 많은 비용을 청구하거나, 또는 특정 기간 동안 일부 시장에서 제품을 보류할 수 있게 한다.

### 캐논
캐논 U.S.A. Inc.가 2015년 10월 25일 뉴욕 동부 지방 법원(사건 번호 2:15-cv-6019 및 2:15-cv-6015)에 여러 소매업체를 상대로 시작한 소송은 일러야 2016년에 재판될 예정이지만, 상표권 위반을 근거로 한다. 원고는 피고 소매업체들이 캐논 디지털 SLR 카메라에 위조 일련번호를 부착하고, 품질이 떨어지는 (캐논이 아닌) 워런티와 미국 인증 규정을 준수하지 않는 위조 배터리 및 충전기가 포함된 키트를 판매했다고 주장한다. 캐논 U.S.A. Inc.는 또한 "이 소송이 진행됨에 따라 CUSA의 지식재산권 및 기타 권리 침해가 추가로 밝혀질 것"에 대한 손해배상을 청구할 권리를 유보한다.

### 그레이 마켓 및 위조 방지 연합
그레이 마켓 및 위조 방지 연합(AGMA)은 캘리포니아주에 기반을 둔 비영리 정보기술 (IT) 기업 조직으로, 위조품, 디지털 IP 보호, 서비스 및 보증 남용, 그레이 마켓에 대한 교육 및 인식을 높이는 데 노력한다.

## 지지
소비자 옹호 단체들은 소비자 차별, 즉 단지 거주하는 곳이 다르다는 이유로 동일한 물건에 더 높은 가격을 부과하는 것은 기업이 대중에 대해 불공정하고 독점적인 행동을 하는 것이라고 주장한다. 시민들이 다른 시장에서 더 저렴한 가격으로 상품을 구매하는 것을 막기 위해 정부가 법을 제정해야 하며, 이것이 분명히 시민들의 이익에 부합하지 않기 때문에, 많은 민주주의 국가 정부는 DVD 지역 코드와 같은 반경쟁 기술을 보호하지 않기로 선택했다.
이에 따라 그레이 마켓은 대부분의 이념적 성향으로부터 지지를 얻었다. 아나키즘의 계급 차별 반대자들은 일반적으로 사유재산이 사회의 많은 부분을 억압한다고 주장하며, 따라서 그레이 마켓에 대한 주장의 근간을 이루는 지식 재산권이라는 개념 자체에 반대한다. 자본주의 기업 금융 시스템의 옹호자들은 지식 재산권의 강제가 '작곡 노력의 감소'로 이어질 수 있다고 주장한다.
그레이 마켓은 미국에서 끊임없는 소송과 항소의 원인이 되어 왔다. 특허법과 저작권법 하에서 동일한 근본적인 질문이 제기되는데, 즉 해외에서 합법적으로 판매된 상품이 재판매 목적으로 여전히 미국 지식 재산권법에 의해 보호되는지 여부이다. 국내에서 구매한 저작권 보호 상품은 구매자가 17 U.S.C. § 109(c)에 명시된 최초 판매 원칙에 따라 재판매할 수 있다. 마찬가지로, 특허 보호 상품은 특허 소진 원칙에 따라 재판매할 수 있다. 2013년, 미국 대법원은 커트생 대 존 와일리 & 선즈 판결에서 그레이 마켓의 합법성에 대해 광범위하게 논의했으며, 이 판결에서 저작권 보호 상품의 해외 판매가 최초 판매 원칙을 발동시킨다고 판결했다. 이 판결은 특허 보호 상품에도 대체로 적용되는 것으로 이해된다.

## 같이 보기
- 해적당
- 암호화폐
- 암시장
- 장기 매매
- 실크 로드 (웹사이트)